# Viktor Petrovics Brjuhanov
Viktor Petrovics Brjuhanov (ukránul: Віктор Петрович Брюханов, oroszul: Виктор Петрович Брюханов; Taskent, 1935. december 1. – Kijev, 2021. október 13.)  szovjet mérnök, aki részt vett a csernobili atomerőmű építésében, majd annak vezérigazgatója volt 1970–1986 között.

## Élete
1935. december 1-jén született az üzbegisztáni Taskentben. Négy gyermek közül ő volt a legidősebb. Apja üveges, anyja takarító volt. A szülők az 1920-as években költöztek Szaratovból Taskentbe.
1959-ben végzett a Taskenti Műszaki Főiskola (napjainkban Taskenti Állami Műszaki Egyetem) energetikai karán. A főiskola után az angreni hőerűműben kezdett dolgozni. Ott ismerte meg későbbi feleségét, Valentyinát, akivel 1960 decemberében kötött házasságot.. Kezdetben a gáztalanító berendezést felügyelte, majd a tápszivattyúkért és a turbinákért volt felelős, később a turbinaüzem vezetőjévé nevezték ki.1966-ban áthelyezték a Szlovjanszkba, ahol akkor már a végső fázisában tartott a hőerőmű második energiablokkjának az építése. Az 1967-ben üzembe helyezett blokk a 800 MW-os teljesítményével akkor a Szovjetunió legnagyobb teljesítményű hőerőműve egysége volt. 1970-ig dolgozott a szlovjatnszki erőműben, ahol 1969 végétől néhány hónapig a főmérnök helyettese volt.
1970 elején Csernobilba vezényelték, ahol a csernobili erőmű és az azt kiszolgáló város, Pripjaty építésének szervezésén dolgozott. Kezdetben a családjával együtt egy ideiglenes telepen, egy lakókocsiban laktak. 1972-ben kaptak lakást Pripjatyban, a Lenin sugárút 6. szám alatti házban. 1970 áprilisában nevezték ki a csernobili atomerőmű igazgatójává.

## Halála
2021. október 13-án hunyt el Kijevben. 85 éves volt. A halál okát nem fedték fel. Parkinson-kórban szenvedett, és 2015-ben és 2016-ban több alkalommal is stroke-ot kapott.